# Preki
Predrag Radosavljević (srbskou cyrilicí Предраг Радосављевић; * 24. června 1963), známý jako Preki, je bývalý americký fotbalista srbského původu. Od ledna 2018 působí jako asistent trenéra Schmetzera u amerického týmu Seattle Sounders FC. V letech 1997 a 2003 byl vyhlášen nejužitečnějším hráčem Major League Soccer a je jediným hráčem historie ligy, který tuto cenu získal dvakrát.

## Klubová kariéra

### Před MLS
Radosavljević hrál v juniorském týmu FK Čukarički, poté odehrál dvě utkání za FK Crvena Zvezda v jugoslávské Prva lize. V létě 1985 odešel do USA do týmu Tacoma Stars hrajícímu halový fotbal. Ve Stars byl pět let, třikrát byl zvolen do All-Stars Teamu a stal se nejlepším střelcem (1989) i nejlepším nahrávačem ligy (1988). V roce 1990 si krátce zahrál ve švédském divizním celku Råslätts SK. V srpnu 1990 podepsal Preki smlouvu s týmem St. Louis Storm, který hrál halový fotbal. V létě 1992 byl na testech v anglickém Evertonu, kde uspěl a podepsal smlouvu. V červnu 1994 se vrátil do USA do halového fotbalu, tentokrát do týmu San Jose Griezzlies, v srpnu téhož roku se ale vrátil k normálnímu fotbalu do Anglie, do Portsmouth FC.

### Major League Soccer
V roce 1996 podepsal smlouvu s Kansas City Wiz v nově vzniklé Major League Soccer. V dresu Wizards odehrál celou svoji kariéru v MLS, kromě sezony 2001, ve které působil v Miami Fusion. Fusion ale po roce 2001 zanikli, Wizards si ho ve speciálním draftu v roce 2002 vzali zpět, ale jenom proto, že ho žádný jiný tým nevybral. Preki je jediným hráčem, který dvakrát získal cenu pro nejlepšího hráče MLS, stalo se tak v letech 1997 a 2003. Celkem čtyřikrát byl vybrán do nejlepší jedenáctky celé ligy, v roce 2000 pomohl Kansasu k zisku MLS Cupu a po sezoně 2005 byl jmenován do nejlepší jedenáctky historie ligy.

## Reprezentační kariéra
Preki od roku 1985 žil a pracoval ve Spojených státech a bylo mu nabídnuto americké občanství, které 25. října 1996 skutečně získal a mohl tak hrát za reprezentaci USA. V dresu USA debutoval 3. listopadu 1996 ve věku 33 let.
| Gól | Datum        | Soutěž (kolo)                 | Zápas           | Skóre (minuta) | Výsledek |
| --- | ------------ | ----------------------------- | --------------- | -------------- | -------- |
| 1   | 21. 12. 1996 | Kvalifikace MS 1998 (SF, 6.)  | Guatemala – USA | 0:10(7.)       | 2:2      |
| 2   | 16. 11. 1997 | Kvalifikace MS 1998 (F, 10.)  | USA – Salvador  | 4:20(82.)      | 4:2      |
| 3   | 7. 2. 1998   | Zlatý pohár 1998 (ZS, 2.)     | USA – Kostarika | 2:10(78.)      | 2:1      |
| 4   | 10. 2. 1998  | Zlatý pohár 1998 (Semifinále) | USA – Brazílie  | 1:00(65.)      | 1:0      |

## Trenérská kariéra
V roce 2006 byl Preki asistentem Boba Bradleyho u týmu CD Chivas USA. Poté byl Bradley povolán k reprezentaci a Preki se stal hlavním trenérem. V listopadu 2009 po vzájemné dohodě v Chivas skončil a o několik dní později se stal trenérem Toronta, kde ovšem skončil už v září 2010. Po téměř třech letech bez trénování podepsal smlouvu se Sacramento Republic FC v nižší lize USL. V červenci 2015 oznámil svoji rezignaci se záměrem trénování v Anglii. Spekulovalo se o zájmu Leicesteru, tak se ale nestalo, Leicester převzal Claudio Ranieri. Sezonu 2017 trénoval v USL Saint Louis FC, od ledna 2018 působí jako asistent trenéra Briana Schmetzera u amerického týmu Seattle Sounders FC.